# پنیر لانکاشایر

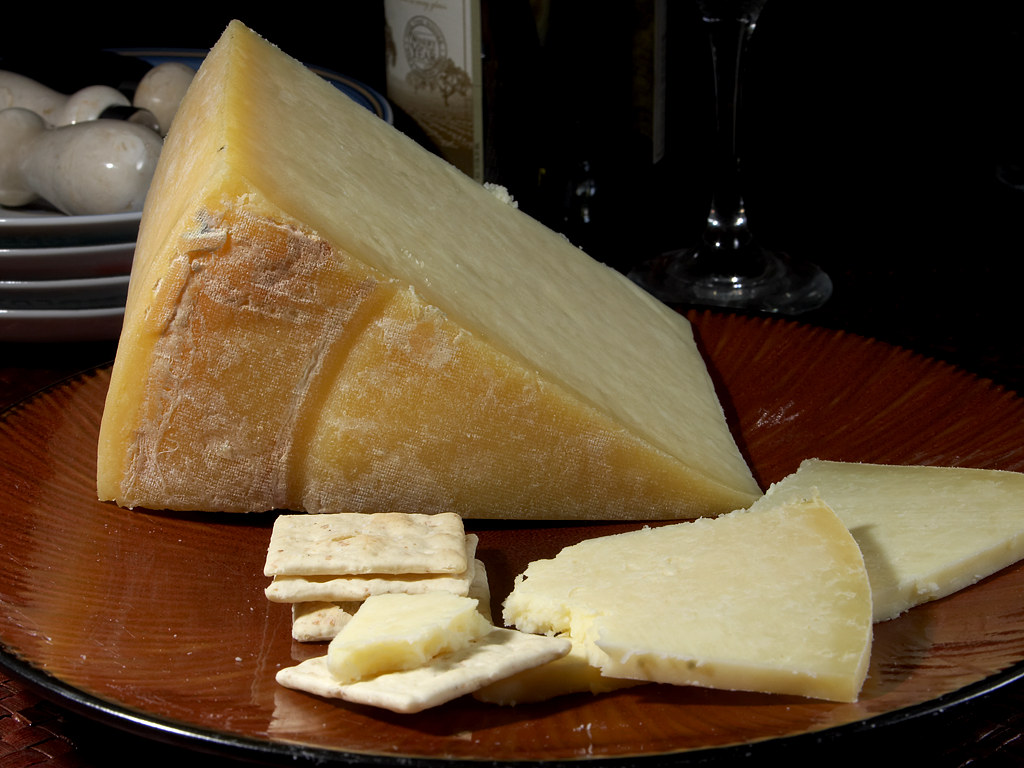
پنیر لانکاشایر

پنیر لانکاشایر (به انگلیسی: Lancashire cheese) نوعی پنیر ترد و سفید رنگ انگلیسی است که از شیر گاو تهیه شده و طعمی ملایم و خامه‌ای دارد. با کهنه‌تر شدن پنیر لایهٔ بیرونی آن به رنگ طلایی کمرنگ درآمده، بافت نرم آن سفت‌تر شده و طعمش نیز تندتر می‌گردد. این پنیر همچنین ۴۵٪ چربی دارد.
پنیر لانکاشایر نخستین بار در لانکاشایر انگلستان تولید گردیده و به همین دلیل به نام محل تولیدش مشهور است.